# Gageac-et-Rouillac
Gageac-et-Rouillac är en kommun i departementet Dordogne i regionen Nouvelle-Aquitaine i sydvästra Frankrike. Kommunen ligger i kantonen Sigoulès som tillhör arrondissementet Bergerac. År 2022 hade Gageac-et-Rouillac 441 invånare.

## Befolkningsutveckling
Antalet invånare i kommunen Gageac-et-Rouillac
Referens:INSEE